# Adrien Beard
Adrien Beard is een Amerikaans stemacteur. Hij spreekt de stem van Tolkien Black in voor de animatieserie South Park. Naast stemacteur heeft hij gewerkt als producer en regisseur voor enkele afleveringen van deze serie.